# 小笹大輔
小笹大輔（おざさ だいすけ、1994年1月6日 - ）は、日本のギタリスト。バンドOfficial髭男dismでギターを担当。島根県松江市出身。

## 来歴
- 2012年
  - 6月7日 - 「Official髭男dism」を結成。メンバーには学外で仲が良かった藤原聡、藤原の大学の軽音楽部の先輩だった楢﨑誠、藤原と同じ軽音楽部の後輩だった松浦匡希の4人。
  - 7月7日 - LIVE&STUDIO 松江B1で行われたイベント「Vongolecube」で初ライブを行う。

- 2014年
  - 3月2日、第8回 V-air あまばん2013 グランプリ大会にて「愛なんだが…」でグランプリを受賞[4][5][6]。

- 2016年
  - 2月 - ラストラム・ミュージックエンタテインメントとマネジメント契約を結び上京。

- 2019年
  - 7月30日 - 以前から交際していた一般女性と結婚を発表[7]。

## 人物
- メンバー最年少。
- あだ名は「大輔」「大ちゃん」「ギターヒーロー大輔」「セカオザ」「殿」。
- ギターはHi-STANDARDのコピーをきっかけとしており、その影響からパンク・メロコアを愛好している。
- UVERworldの影響を受けており、2023年4月13日に横浜アリーナにて行われたUVERworldのライブ（本来はOfficial髭男dismとして対バン予定だったが、藤原の休養により出演辞退）にギタリストとしてゲスト出演し、「CORE PRIDE」「在るべき形」「SHAMROCK」「ナノ・セカンド」のセッションや、「宿命」「Pretender」の演奏を行った。
- ジャニーズ愛好家で、過去には藤原と共に嵐のコピーバンドをしていた。
- アルバム『Traveler』に収録されている「Rowan」、『Editorial』に収録されている「Bedroom Talk」では作詞作曲を担当。
- 2019年10月18日放送の『ミュージックステーション SP』（テレビ朝日）にて、ジャニーズWESTの中間淳太推しであることを本人の前で公表した。
- 猫好きを公言しており、実家の猫「ひなこた」を溺愛している。そのことから、2020年に行われたオンラインライブ「Official髭男dism ONLINE LIVE 2020 -Arena Travelers-」で「FIRE GROUND」の前に流れた「テーマ・オブ・ダイスケ～煉獄の愛猫家～」では「He likes cat」のナレーションが流れた[8]。
- サウナが好きであり、2021年1月にはファンクラブ「BROTHERS」で「サウナ・スパ健康アドバイザーとサウナ・スパ プロフェッショナル（管理士）」の資格を取ったことを公表した。

## 使用機材

### ギター
- Addictone Jazzmaster
- Addictone Stratocaster
- Boss Axe Les Paul type
- Fender Custom Shop Michael Landan Signature 86
- Fender Jazzmaster 1961年製
- Fender Paramount PM-1
- Fender Stratocaster 1963年製
- Fender Telecaster 1960年製
- Gibson ES-335
- Gibson ES-355
- Gibson J-45
- Gibson J-50 1964年製
- Gibson Les Paul Gold Top 1955年製
- Guild
- Jimmy Wallace Les Paul Special
- Jimmy Wallace Les Paul type
- Momose MC1-STD
- Paul Read Smith P22
- TB Guiterworks Telecaster
- Raimundo 646PE1S
- RS Guiterworks Thinline
- EVH Striped Series 5150 Red

### アンプ
- Bogner Shiva

### エフェクター
- BOGNER HARLOW
- BOSS DD-500 Digital Delay
- DigiTech Whammy
- Fulltone Clyde Wah
- JHS Pedals Charlie Modeler
- Maxon CS-550
- Wampler Pedals Ego Compresser